# Neodadaism
Neodadaismul a fost o mișcare ce a avut manifestări audio, vizuale și literare. Metodele și intențiile acestei mișcări sunt asemănătoare cu cele ale mișcării predecesoare, dadaismul. Această mișcare și-a propus să aducă arta cât mai aproape de cotidian, fiind o combinație între joc, iconoclasm și reproducere artistică. Termenul a fost popularizat în Statele Unite în anii 1960 de către Barbara Rose. Se referă în principal, dar nu numai, la arta creată atât în acel deceniu, cât și în cel precedent. Fiind piatra de temelie a unor mișcări precum arta pop, Fluxus și noul realism din Japonia și Europa, mișcarea neodadaistă s-a bucurat de o popularitate internațională.
Utilizarea materialelor moderne, a imaginilor populare sau a contrastului cu absurdul sunt doar câteva tehnici prin care s-a remarcat această mișcare. Neodadaismul a fost o reacție la sentimentalismul expresionismului abstract. Plecând de la lucrările de artă ale lui Marcel Duchamp și Kurt Schwitters⁠(d), neodadaismul s-a opus conceptelor tradiționale din estetică.

## Tendințe
Interesul pentru dadaism a pornit de la publicarea unor documentare precum The Dada Painters and Poets (Pictorii și poeții dadaiști) (1951) sau diverse publicații în limba germană din 1957 și anii care au urmat, acestor publicații fiindu-le adăugată contribuția unor foști dadaiști. Cu toate acestea, câțiva dintre foștii dadaiști, cu precădere cei din Statele Unite ale Americii au renunțat la eticheta de neodadaiști fiind de părere că accentul era pus mai degrabă pe copierea unei opere, decât pe realizarea unor noi descoperiri. De asemenea ei susțineau că plăcerea estetică pleca de la protestele împotriva conceptelor de estetică burgheză, dar și pentru că mișcarea avea tendințe înspre comercialism. 
Mulți dintre artiștii care se identificaseră inițial cu această mișcare și-au îndreptat ulterior atenția spre alte specializări sau au trecut la alte curente artistice, de aceea, doar anumite aspecte ale primelor lor opere de artă pot fi atribuite Neodadaismului. Spre exemplu Consacrazione dell'arte dell'uovo sodo (Consacrarea artistică a oului fiert) (1959) de Piero Manzon⁠(d) pe care a semnat-o cu o amprentă de la degetul său, sau opera sa de artă intitulată ”Conserve de rahat” (1961) a cărui preț a fost fixat după valoarea greutății ei în aur, pentru a satiriza conceptul de creație personală și pe cel ce privește arta ca pe o marfă.   

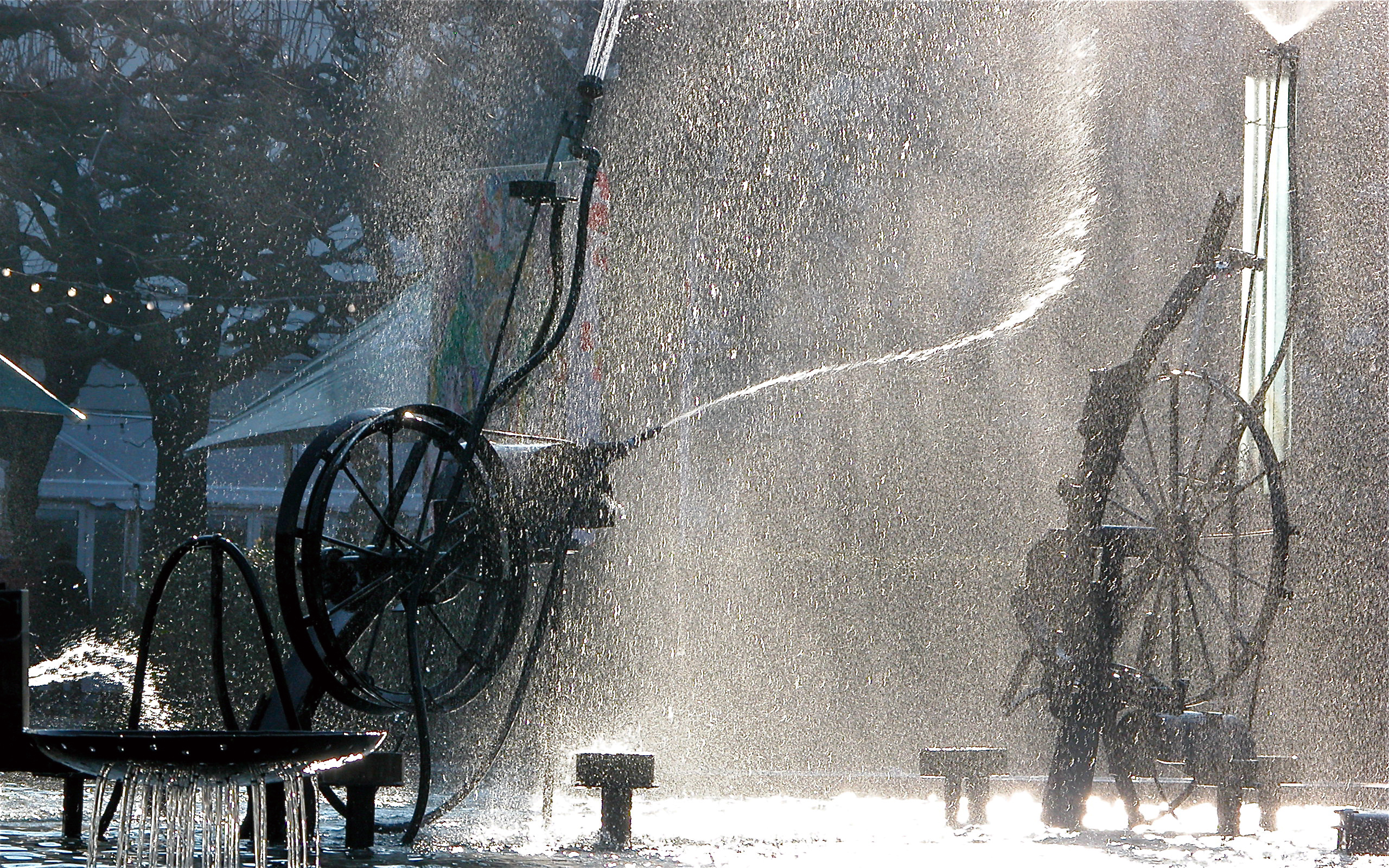
O fântână Jean Tingueley din Basel

O abordare asemănătoare se găsește în crearea colajului și a asamblării, tehnici evidente în sculpturile din gunoaie ale americanului Richard Stankiewicz⁠(d). Sculpturile din vechituri ale acestuia au fost comparate cu lucrările de artă ale lui Schwitters. Obiectele sunt "atât de tratate încât par mai degrabă noi-nouțe decât luate din gunoi," conform lui Robert Goldwater în A Dictionary of Modern Sculpture (Un dicționar de sculpturi moderne). O altă abordare a subminării mecanice este reprezentată de opera de artă ”Mașinăriile uimitoare, un omagiu autodistructiv adus New Yorkului”(1960) realizată de Jean Tinguely⁠(d).
Chiar dacă tehnici precum asamblarea și colajul sunt folosite drept inspirație, atât neodadaiștii din Statele Unite ale Americii, cât și cei din Europa au găsit termeni noi pentru a desemna ceea ce au creat. Robert Rauschenberg a etichetat drept ”combine” opere precum ”Pat” (1955) ce reprezenta o pilotă și o pernă date cu vopsea și înrămate pe un perete. Arman⁠(d) și-a denumit colecțiile de zaruri si capace de sticlă drept ”acumulări”, iar gunoaiele din coșurile de plastic au fost denumite drept "poubelles".
Daniel Spoerri este creatorul tablourilor capcană, una dintre primele creații este ”Micul dejun al Kichăi” (1960) în care resturi de mancare au fost lipite de fața de masă și aranjate pe masa lipită de perete.

## Poezii
În Țările de Jos, poeții asociați cu "revista de texte”, Barbarber (1958–71), în special J. Bernlef și K. Schippers, au extins conceptul de readymade în poezie, descoperind sugestii poetice în obiectele de zi cu zi, cum ar fi o reclamă la ziar despre o broască țestoasă pierdută și o foaie de testat la mașina de scris. Un alt grup de poeți olandezi s-a infiltrat în revista experimentalistă belgiană Gard Sivik și a început să o umple cu fragmente de conversație neimportante sau demonstrații ale unor proceduri verbale. Printre scriitori s-au numărat CB Vaandrager, Hans Verhagen și artistul Armando. Dată fiind această abordare, criticul Hugo Brems a constatat "rolul poetului, în acest gen de poezie, nu a fost acela de a vorbi despre realitate, ci de a evidenția anumite fragmente din ea, fragmente ce pot fi percepute drept nepoetice Acești poeți nu au fost creatori de artă, ci descoperitori.”
Jan Schoonhoven (1914–1994) este cel care a reușit să exprime cel mai bine stilul impersonal la care aspirau mulți artiști. Acesta a fost teoreticianul grupului de artiști olandez Nul⁠(d) din care făcea parte și Armando: ”Zero este, în primul rând, o nouă concepție a realității unde rolul artistului este minuscul. Artistul Zero pur și simplu selectează și izolează părți ale realității (materiale și idei ce pornesc din realitate) și le  expune într-un mod cât mai neutru. Evitarea sentimentelor personale joacă un rol cheie pentru Zero.” Această concepție îi leagă pe artiști de câteva aspecte din arta pop sau Realismul Nou. Această legătură evidențiază respingerea expresionismului.
Începuturile poeziei concrete și montajul de text în Wiener Gruppe se datorează poeziilor-scrisori ale lui Raoul Hausmann⁠(d). Astfel de tehnici au apărut și datorită experimentelor de tipografie realizate de către H.N. Werkman⁠(d) în Țările de Jos, acestea au fost expuse pentru prima dată la muzeul Stedelijk în 1945.

## Artiști în legătură cu termenul
- Genpei Akasegawa⁠(d)
- Arman⁠(d)
- Joseph Beuys⁠(d)
- Jaap Blonk⁠(d)
- Lee Bontecou⁠(d)
- George Brecht⁠(d)
- John Cage
- César⁠(d)
- John Chamberlain⁠(d)
- Christo⁠(d)
- Merce Cunningham⁠(d)
- Jim Dine⁠(d)
- Jacques Halbert⁠(d)
- Dick Higgins⁠(d)
- Kommissar Hjuler⁠(d)
- Jasper Johns
- Allan Kaprow⁠(d)
- Yves Klein
- Alison Knowles⁠(d)
- George Maciunas⁠(d)
- Piero Manzoni⁠(d)
- Neo-Dada Organizers⁠(d)
- Claes Oldenburg⁠(d)
- Yoko Ono
- Robin Page⁠(d)
- Nam June Paik
- Robert Rauschenberg
- Niki de Saint Phalle
- Ushio Shinohara⁠(d)
- Daniel Spoerri
- Richard Stankiewicz⁠(d)
- Jean Tinguely⁠(d)
- Jacques Villeglé⁠(d)
- Wolf Vostell
- Masunobu Yoshimura⁠(d)